# Dongcheon-dong, Gyeongju
Dongcheon-dong (hangul: 동천동, hanja: 東川洞) är en stadsdel i stadskommunen Gyeongju  i provinsen Norra Gyeongsang i den östra delen av Sydkorea, 280 km sydost om huvudstaden Seoul. I stadsdelen ligger buddhisttemplet Baengnyulsa.